# يوهو كووستي كاري
يوهو كووستي كاري (Juho Kyösti Kari؛ أولو، 30 مايو 1868 - كوتكا، 19 أغسطس 1921) ، معلم بمدرسة ابتدائية ، والفنلندي أمين عام و أمين صندوق الحزب الاشتراكي الديمقراطي الفنلندي ، و عضو بالبرلمان و مجلس الشيوخ.